# Multiplices inter
Multiplices inter ist ein „Päpstliche Ansprachen“ von Papst Pius IX., es datiert vom 25. September 1865. Mit diesem Schreiben greift er wiederum das Thema „Freimaurerei“ und „Geheimbünde“ auf und verdammt deren Existenz auf das Schärfste.

## Einleitung und Rückblick
Schon in der Begrüßungsformel geht er mit der Freimaurerei streng zu Gericht, er nennt deren Tätigkeiten und Geheimsitzungen eine feindliche Anzettelungen gegen den Namen Christi und der Kirche. Trotz vehementer Anstrengungen gegen diese perverse Gesellschaften sei es immer noch nicht gelungen den Schaden von der Religion und der menschlichen Gesellschaft fernzuhalten. Seine Vorgänger auf dem Stuhl Petri hätten gegen diese Sekten Exkommunikationen verhängt und hätten ausdrücklich verboten, dass sich Gläubige mit ihnen einlassen dürften. Clemens XII. sei es gewesen, der den Hauptstoß gegen die Freimaurerei geführt habe, sein Nachfolger Benedikt XIV. habe die Anweisungen seines Vorgängers bestätigt und bei Androhung der Exkommunikation jedweden Umgang mit diesen Elementen untersagt. Ebenso hätten seine Vorgänger Pius VII. und Leo XII. mit einem Blitzschlag gegen die Carbonari gekämpft, aber die getroffenen Maßnahmen hätten ihr Ziel noch nicht erreicht.

## Kampf gegen die Freimaurerei
Die „freimaurerischen Sekten“, so diagnostiziert der Papst, seien noch immer nicht gezähmt und sie würden sich auch immer noch weiter ausbreiten. Aber, so hinterfragt er, was würden denn diese geheimen Versammlungen bedeuten, was soll der strenge Schwur bewirken? Man müsse sie aus dem Dunklen in das Tageslicht zerren, denn in der Katholischen Kirche gäbe es ja auch nichts zu verbergen oder zu verstecken, sie sei in allen Gesetzen vom Werk der Liebe und dem Wissen über das Evangelium durchdrungen.
Der Papst unterstreicht seine kirchliche Autorität, kraft dessen er erneut zur Zerschlagung der ketzerischen Sekte aufrufe, es gelte diese zu verbannen und mit den Kirchenrechten zu bestrafen.

## Exhortatio und Anrufung
Der Papst ermahnt und ermuntert die Gläubigen den Ratschlägen der Kirche zu folgen, besonders gelte es den unheilvollen Gruppen entgegenzutreten, sie dürften nicht beachtet und weder begrüßt werden. Jetzt gelte es der Gerechtigkeit zu dienen und in der Gemeinschaft zusammen zu stehen, damit man endlich von diesem zahlreichen Unheil verschont bliebe.
Damit dieses Werk gelingen möge, erbittet er die Hilfe der Jungfrau Maria, damit die Feinde der Kirche zermalmt würden und der Segen über den Christen verteilt würde.